# Comuna Rohînți, Romnî
Rohînți (în ucraineană Рогинці) este o comună în raionul Romnî, regiunea Sumî, Ucraina, formată din satele Avramenkove, Rohînți (reședința) și Vedmeje.

## Demografie
Componența lingvistică a comunei Rohînți
     Ucraineană (98,51%)
     Rusă (1,2%)
     Alte limbi (0,15%)
Conform recensământului din 2001, majoritatea populației comunei Rohînți era vorbitoare de ucraineană (98,51%), existând în minoritate și vorbitori de rusă (1,2%).